# Cees Koeken
Cees Koeken, né le 29 octobre 1948 à Achtmaal, est un coureur cycliste néerlandais.

## Biographie
Professionnel d'octobre 1971 à 1973, il gagne une étape du Tour d'Espagne 1972 et participe au Tour de France la même année. 

## Palmarès

### Palmarès amateur
- 1967
  - 3e du Tour de Zélande centrale
- 1969
  - 3e de Gand-Wevelgem amateurs
- 1970
  -  Champion des Pays-Bas sur route amateurs
  - 1re étape du Tour de la province de Luxembourg
  - Ronde van Oud-Vossemeer
  - 9e du championnat du monde sur route amateurs
- 1971
  - 1re étape de l'Olympia's Tour
  - 4e étape de la Milk Race

### Palmarès professionnel
- 1972
  - 8e étape du Tour d'Espagne
  - 9e étape du Tour de l'Avenir
  - 2e du Grand Prix d'Orchies
- 1973
  - 3e de la Flèche des polders

## Résultats sur les grands tours

### Tour de France
1 participation
- 1972 : hors délais (7e étape)

### Tour d'Espagne
1 participation
- 1972 : 56e, vainqueur de la 8e étape